# Lepechinelloides weddellensis
Lepechinelloides weddellensis is een vlokreeftensoort uit de familie van de Atylidae. De wetenschappelijke naam van de soort is voor het eerst geldig gepubliceerd in 2001 door Andres & Brandt.